# Til
Til ali ledeniški til je nesortiran sediment ledeniškega izvora.
Til izhaja iz erozije in odvzemanja materiala s premikajočim se ledom ledenika. Odlaga se na določeni razdalji do ledu, da tvori čelne, bočne, medialne in talne morene.
Til je razvrščen na primarne usedline, ki jih odlagajo neposredno ledeniki in sekundarne usedline, predelane z rečnim transportom in drugimi procesi.

## Procesi

### Erozija
Ledeniški til (znan tudi kot ledeniški drift) je nesortiran material ledeniške usedline; to je del ledeniškega nanosa, ki ga je odložil neposredno ledenik. Njegova vsebina so lahko drobni delci velikosti mulja do peska, gramoza in kamnov. Ta material večinoma izvira iz subglacialne erozije in odvzema s premikajočim se ledom ledenikov prej razpoložljivih nekonsolidiranih sedimentov. Podlago je mogoče tudi erodirati z delovanjem ledeniškega trganja in drgnjenja, pri čemer bodo nastali kosi različnih velikosti vključeni v dno ledenika. Ledeniška abrazija je preperevanje kamnine pod tekočim ledenikom z razdrobljenimi kamninami na bazalni plasti ledenika. Dva mehanizma ledeniške abrazije sta razgibavanje kamnine z grobimi zrni, ki jih premika ledenik, s čimer zdrobijo skalo spodaj in poliranje kamnine z manjšimi zrni, kot so mulji. Trganje ledenikov je odstranjevanje velikih blokov iz dna ledenika. Kombinacija teh dveh procesov z različno hitrostjo povzroči široko paleto sedimentov in kamnin, ki jih proizvaja in prenaša premikajoči se ledenik, kar ima za posledico ilovnato teksturo, ki je prisotna v ledeniškem tilu. V redkih primerih se lahko v zemlji ohranijo erodirane nekonsolidirane usedline skupaj z njihovimi prvotnimi sedimentnimi strukturami, ki so bile prisotne, preden je led napredoval. Pogosteje ti sedimenti izgubijo svojo prvotno strukturo zaradi mešanih procesov, povezanih s subglacialnim transportom in prispevajo le k tvorbi bolj ali manj enotne matrike tila.

### Odlaganje
Sčasoma bo sedimentna združba odložena nekoliko oddaljeno od njenega izvora. Ko stopnje ablacije presegajo stopnje kopičenja, ostanejo ostanki. To je proces odlaganja ledeniškega tila. Odlaganje ledeniške tila ni enakomerno in ena plošča lahko vsebuje veliko različnih vrst tila zaradi različnih erozijskih mehanizmov in lege tila glede na transportni ledenik. Različne vrste tila lahko razvrstimo med subglacialne (spodaj) in supraglacialne (površinske) nanose. Subglacialne usedline vključujejo til, subglacial taljenje in deformiran til. Supraglacialne usedline vključujejo supraglacialno taljenje in tekoči til. Supraglacialne usedline in oblike tal so zelo razširjene na območjih ledeniškega uničenja (navpično tanjšanje ledenikov v nasprotju z umikom ledu. Običajno so na vrhu stratigrafskega zaporedja sedimentov, kar ima velik vpliv na rabo tal. Til se odlaga kot čelna morena, vzdolž stranskih in srednjih moren ter v talni moreni ledenika. Ko se ledenik topi, zlasti celinski ledenik, se velike količine tila spirajo in odlagajo kot odplake v sandurjih reke, ki pritekajo iz ledeniku in kot varve (letne plasti) v vseh proglacialnih jezerih, ki bi lahko nastala. Til se lahko odlaga tudi kot drumlin in ledeniški žlebovi. Razlaga ledeniške zgodovine reliefov je lahko težavna zaradi težnje pretiskanja reliefnih oblik druga na drugo. Til lahko vsebuje zaznavne koncentracije draguljev ali drugih dragocenih rudnih mineralov, ki jih je ledenik pobral med napredovanjem, na primer diamanti, najdeni v ameriških zveznih državah Wisconsin in Indiana in v Kanadi. Iskalci uporabljajo minerale v sledovih kot namige za sledenje ledeniku gorvodno, da bi našli nahajališča kimberlitnih diamantov in druge vrste nahajališč rude.

## Tipi tila
Obstajajo različne vrste razvrščanja tila:
- Primarne usedline – nastali neposredno z delovanjem ledenika.
- Sekundarne usedline – predelane z rečnim transportom, erozijo itd.

Tradicionalno (npr. Dreimanis, 1988 ) je bil na primarne usedline narejen nadaljnji niz delitev, ki temelji na metodi odlaganja. Van der Meer et al. 2003  je predlagal, da so te klasifikacije tilov zastarele in jih je treba nadomestiti samo z eno klasifikacijo, klasifikacijo deformacijskega tila. Razlogi za to so v veliki meri posledica težav pri natančnem razvrščanju različnih tilov, ki pogosto temeljijo na sklepih o fizični lastnosti in ne na podrobni analizi tila ali velikosti delcev.

## Tilit
V primerih, ko je bil tll utrjen ali litificiran z naknadnim zakopavanjem v trdno kamnino, je znan kot sedimentni tilit. Ujemanje ležišč starodavnih tilitov na nasprotnih straneh južnega Atlantskega oceana je zagotovilo zgodnje dokaze za premik celin. Isti tiliti zagotavljajo tudi nekaj podpore hipotezi o predkambrijskem poledenitvenem dogodku.